# Czytanie

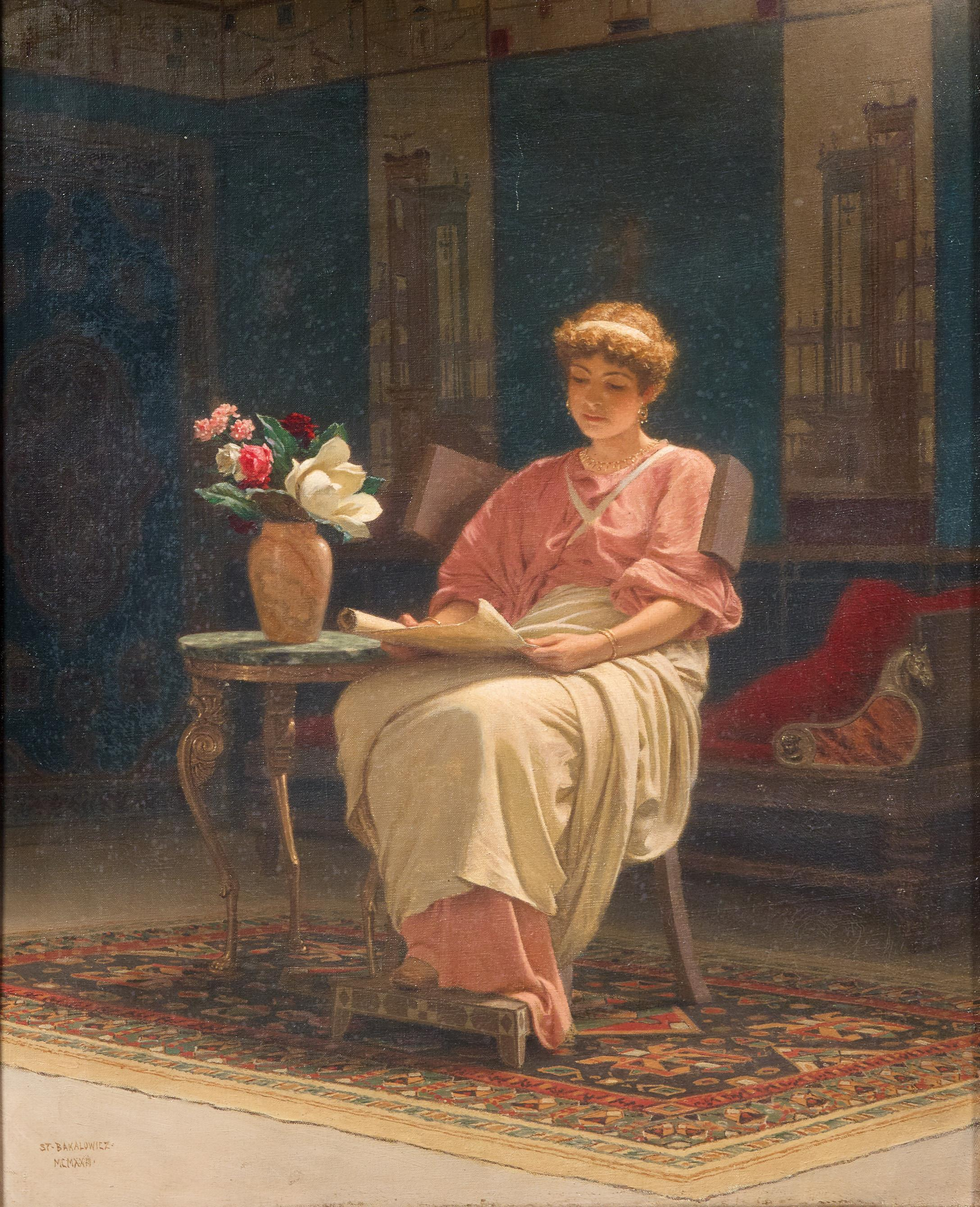
Czytająca Rzymianka (mal. Stefan Bakałowicz, 1922)

Czytanie, lektura (łac. lectura) – proces poznawczy, jedna z umiejętności nabywanych przez człowieka w procesie edukacji, która umożliwia odbiór informacji przekazywanych za pomocą języka pisanego. Współcześnie wciąż jedną z podstawowych form komunikowania się jest mowa pisana, dlatego czytanie jest jedną z najważniejszych umiejętności każdego człowieka.
W psychologii i pedagogice spotyka się wiele definicji próbujących uściślić pojęcie czytania. Wyróżnia się jednak dwa zasadnicze podejścia do tematu: lingwistyczne i psychologiczne.

## Czytanie a lingwistyka
Z punktu widzenia lingwistyki czytanie jest tworzeniem „dźwiękowej formy słowa”. Podejście takie reprezentuje m.in. Daniił Borysowicz Elkonin, który zdefiniował to pojęcie następująco: Czytanie to tworzenie dźwiękowej formy słowa na podstawie jego obrazu graficznego. Jednocześnie jako dźwiękową formę słowa rozumie on organizację dźwięków w określonym następstwie czasowym.
Zatem w takim ujęciu osobą, która dobrze czyta, będzie ten, kto utworzy prawidłową formę dźwiękową każdego słowa na podstawie jego symbolu graficznego, a wskaźnikiem opanowanej umiejętności czytania będzie tu właściwe transponowanie grafemów na fonemy oraz słów zapisanych na słowa mówione. Opisane powyżej definicje czytania współcześnie traktuje się jako ujęcie tradycyjne i upraszczające.

### Nauka czytania

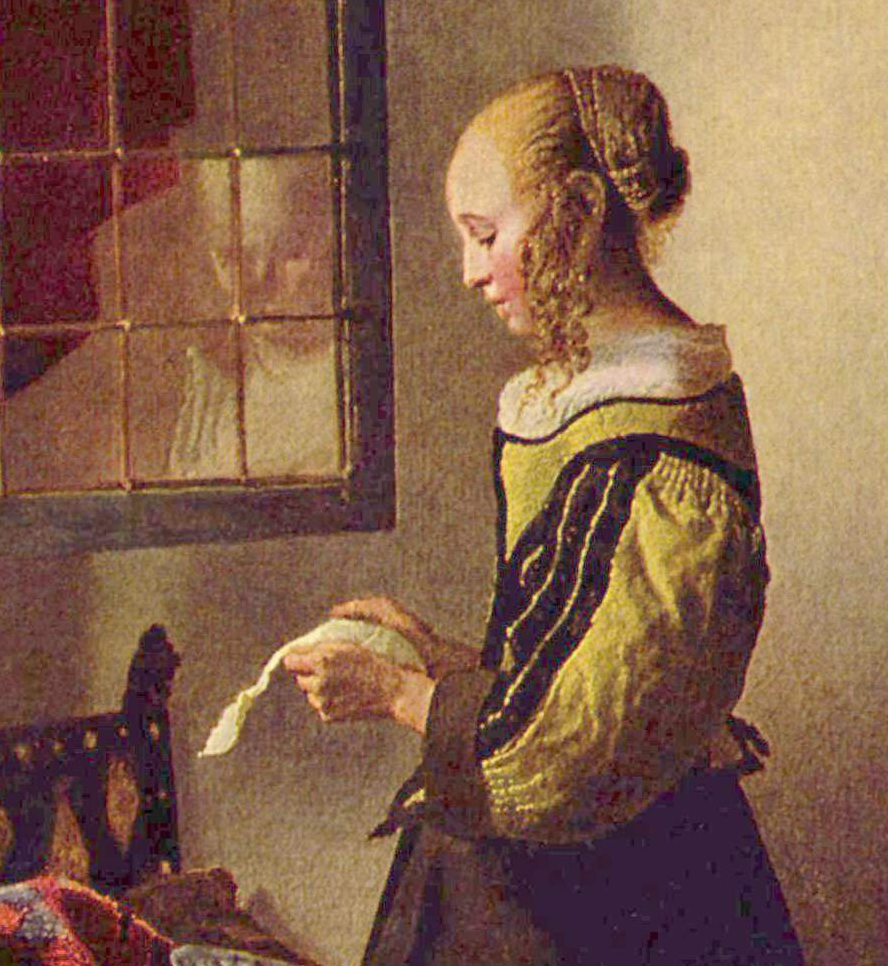
Dziewczyna czytająca list (fragment obrazu Jana Vermeera, ok. 1658)

Lingwistyka pomija w czytaniu kwestię zrozumienia tekstu, czego konsekwencją jest dobieranie takich tekstów do nauki czytania, aby cechowały się odpowiednimi własnościami fonetycznymi zawartych w nich słów. Wśród pedagogów opowiadających się za podejściem lingwistycznym przeważa pogląd, że podczas nauki czytania należy przede wszystkim eksponować technikę, nie wnikając w treść, która wręcz rozprasza uwagę dziecka. Można spotkać się tu m.in. ze stwierdzeniem, iż czytanie wymaga umiejętności rozpoznawania, różnicowania drobnych elementów pod względem kształtu, kierunku, eliminowania cech nieistotnych oraz przestrzegania poziomego kierunku czytania od lewej do prawej strony. W polskiej literaturze przedmiotu podejście lingwistyczne prezentują m.in. T. Poznańska (1973) i H. Meterowa (1978). Według Meterowej występują dwa podstawowe okresy podczas nabywania umiejętności czytania:
- okres wstępny – jest poświęcony wprowadzaniu kształconego dziecka w problematykę dźwiękowej budowy wyrazów,
- okres właściwy – rozpoczyna się od nauki liter, a kończący wdrażaniem do płynnego czytania ze zrozumieniem.

## Czytanie a psychologia
Podejście psychologiczne kładzie większy nacisk na rozumienie odczytywanego tekstu. Takie stanowisko zajmują m.in. M. A. Tinker i McCullough, według których czytanie polega na rozpoznawaniu symboli (drukowanych lub pisanych), stanowiących bodziec do aktualizowania znaczeń wbudowanych w doświadczenie jednostki oraz do powstawania nowych znaczeń znanych już słów poprzez manipulowanie pojęciami już posiadanymi.
Przedstawiciele tego podejścia przeciwstawiają się oddzielaniu techniki czytania od jego istoty oraz traktowaniu go w okresie początkowej nauki czytania w sposób mechaniczny. Uważają podejście lingwistyczne za niewystarczające, z racji tego, że czytanie (podobnie jak pisanie) jest nie tylko zwykłą czynnością, ale należy do podstawowych środków komunikacji społecznej – ułatwia proces porozumiewania się ludzi ze sobą nie tylko w życiu bieżącym, ale także przekaz doświadczeń między pokoleniami dawnymi, obecnymi i przyszłymi.

### Nauka czytania

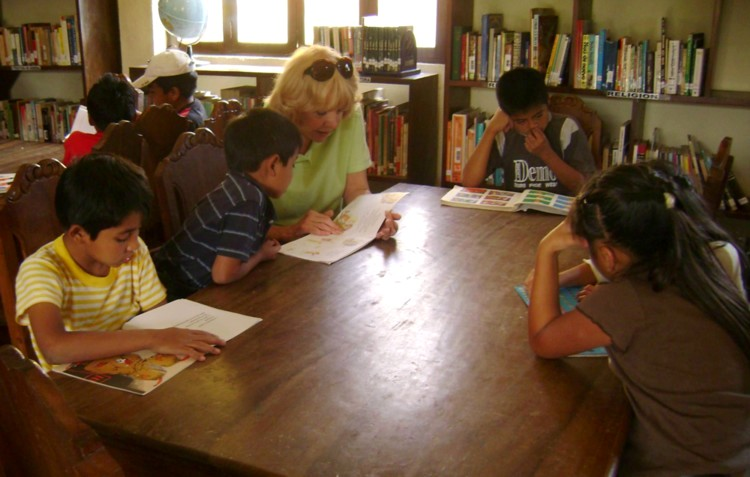
Obecnie większość systemów oświatowych przewiduje naukę czytania i pisania u dzieci w wieku około 6 lat

Ujmując pojęcie czytania szerzej, specjaliści wyróżniają tu trzy etapy uczenia się:
- etap techniczny – opanowanie techniki czytania na poziomie kojarzenia i różnicowania grafemów i fonemów, ich odtwarzanie w odpowiednim czasie (czyli tak jak definiuje to lingwistyka),
- etap semantyczny – funkcjonalne wykorzystanie tej umiejętności, polegające na kojarzeniu rozpoznawanych znaków z posiadanym doświadczeniem (dekodowanie znaków graficznych i fonicznych), zrozumienie dosłowne treści słów i zdań, przy czym istotą tego etapu jest zrozumienie znaczeń zawartych bezpośrednio w tekście, rozumienie znaczeń poszczególnych fragmentów tekstu w kontekście całego tekstu (czytanie ze zrozumieniem),
- etap krytyczno-twórczy – który oznacza umiejętność ustosunkowanie się do tekstu, oceny czytanych treści w kontekście własnego doświadczenia, interpretację tekstu zakładającą rozumienie nie tylko dosłowne, ale także przenośne; istotą jest tu refleksyjny, krytyczny stosunek do odczytanych treści.

W przypadku dzieci, opanowanie wyżej wymienionych umiejętności wymaga doskonalenia i rozwoju:
1. funkcji psychomotorycznych
2. procesów poznawczych
3. procesów emocjonalno-motywacyjnych[10].

## Znaczenie czytania
Umiejętność czytania stanowi bazę do rozwoju inteligencji werbalnej oraz inteligencji skrystalizowanej, dlatego można powiedzieć, że czytanie dosłownie czyni człowieka mądrzejszym. Zaobserwowano też, że ilość przeczytanego materiału jest silnie skorelowana z wiedzą ogólną, a pozytywne skutki regularnego czytania kumulują się w ciągu życia. U osób czytających regularnie mózg starzeje się wolniej, przez co ryzyko demencji jest mniejsze. W dwunastoletnim badaniu osoby czytające książki miały o 20% niższe ryzyko śmierci, uwzględniając czynniki takie jak wiek, płeć, wykształcenie czy zamożność. Zależność ta nie dotyczy czytanie czasopism.
Badania o szerokim zasięgu udowodniły, że czytanie dzieciom czegokolwiek ułatwia im naukę języka i czytania oraz zapobiega późniejszym problemom w tym zakresie, a czytanie interaktywne, angażujące dziecko, zwiększa jego iloraz inteligencji i wspomaga rozwój emocjonalny.
Czytanie literatury pięknej i beletrystycznej poprawia inteligencję emocjonalną oraz empatię i jest jedną ze skuteczniejszych form łagodzenia stresu.